# Cal do szczęścia
Cal do szczęścia (ang. Hedwig and the Angry Inch) – amerykański film obyczajowy w reżyserii Johna Camerona Mitchella z 2001 r. zrealizowany na podstawie jego sztuki teatralnej pod tym samym tytułem. Zdjęcia kręcono w Toronto.